# IC 2118
IC 2118，由於它的形狀，也稱為女巫星雲或巫頭星雲（Witch Head Nebula），是個極為微弱的反射星雲，相信是古代的超新星殘骸或排出的氣體被附近的超巨星，獵戶座的參宿七所照亮。它的位置在波江座，距離地球大約900光年。天然的塵埃微粒反射藍光的能力比紅光強，這是女巫星雲呈現藍色的原因。對IC 2118的電波觀測顯示在這個星雲中的分子雲與恆星形成的部分有實質一氧化碳排放的指標。事實上，在這個星雲的內部深處已經發現一些主序前星和一些經典的金牛T星 。
IC 2118的分子雲可能與獵戶-波江氣泡的外緣並列著。這是由獵戶座 OB1星協的大質量恆星產生吹出的一個巨大的氫分子雲超級殼。由於這個超級殼擴展進入星際物質，產生了有利於恆星形成的條件，而IC 2118就座落在這樣的環境內。恆星風的吹拂使這個亮星雲呈現彗星狀的外貌，強烈的支持與獵戶座OB1星協中明亮的大質量恆星的關聯性。IC 2118星雲像彗星狀的頭指向東北方星協的事實，是對這種關聯性最有力的支撐。

## 外部連結
- http://www.seds.org/
- Image of IC 2118（页面存档备份，存于） from APOD
- Witch Head Nebula at Constellation Guide